# José García Ortega
José García Ortega, né le 17 décembre 1921 à Arroba de los Montes dans la Province de Ciudad Real en Espagne et mort à Paris 10e le 24 décembre 1990, est un artiste du réalisme social.

## Biographie
Né en 1921 en Espagne, il est un artiste autodidacte actif entre 1960 et 1975. Ses activités politiques le contraignent d'émigrer en France.